# 茶屋
茶屋（ちゃや）は、中世日本の、客に茶を提供する商売や店、および近世にそれから派生した茶や食べ物や休息場所を提供する店、またさらにそこから分化派生し飲食に加えて遊興を提供した店。茶店（）とも言う。
時代ごとに形態がかなり異なるので、歴史順に説明する。

## 歴史
仏法僧が中国からチャの苗木を持ち帰って日本で喫茶の習慣が広まり、まず寺社や貴族、武士など支配階級で茶が飲まれたが、最初は茶屋は無かった。
室町時代前期

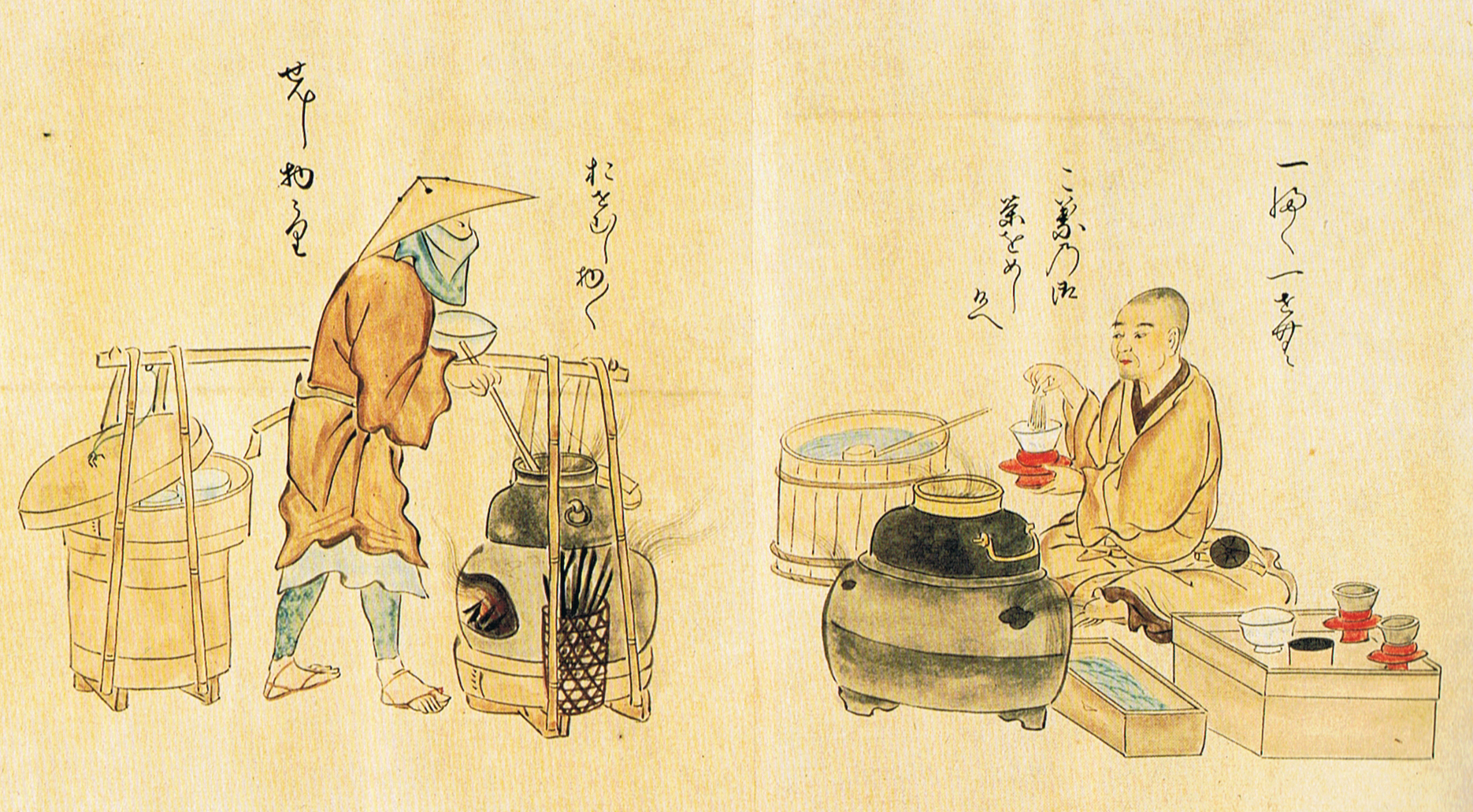
茶屋の原型が分かる図。左は天秤棒で茶釜や水桶などの道具を運び商売をする茶売人。此の図では「煎じ物売」。右は僧形の「一服一銭」が抹茶（粉茶）を勧めている。東京国立博物館本『七十一番職人歌合』二十四番。狩野養信・雅信父子による模写（養信歿年にあたる弘化3年（1846年）の作）。

室町時代になって70年ほどすぎ、15世紀前期の応永年間になると、東寺の門前などで参拝客を相手に茶湯一杯を安価で供する「一服一銭」などと称される茶売人が現れ、、1403年（応永10年）の『東寺百合文書』には「南大門前一服一銭請文」があり、「茶売人」の文字が見え、この「一服一銭」の茶売人が茶屋の最初期の形態や原型だと一般にされている。これは茶道具や水桶やござを天秤棒で持ち込んで立売する商売で、固定の店舗を持たないものであった。
室町中期（16世紀）
室町時代中期、1500年（明応9年）頃の『七十一番職人歌合』では僧形の者が座ったままで抹茶を供しているが、安土桃山時代の『洛中洛外図』などでは立売の姿が描かれている。また、16世紀の『富士見図屏風』と『釈迦堂春景図屏風』では、小腹を満たすための串刺しの焙り餅のようなものを商っている様子も描かれている。後には社寺の門前に小屋がけをするようになり、このような掛茶屋は「一銭茶屋」と称されるようになった。

### 江戸時代の茶屋

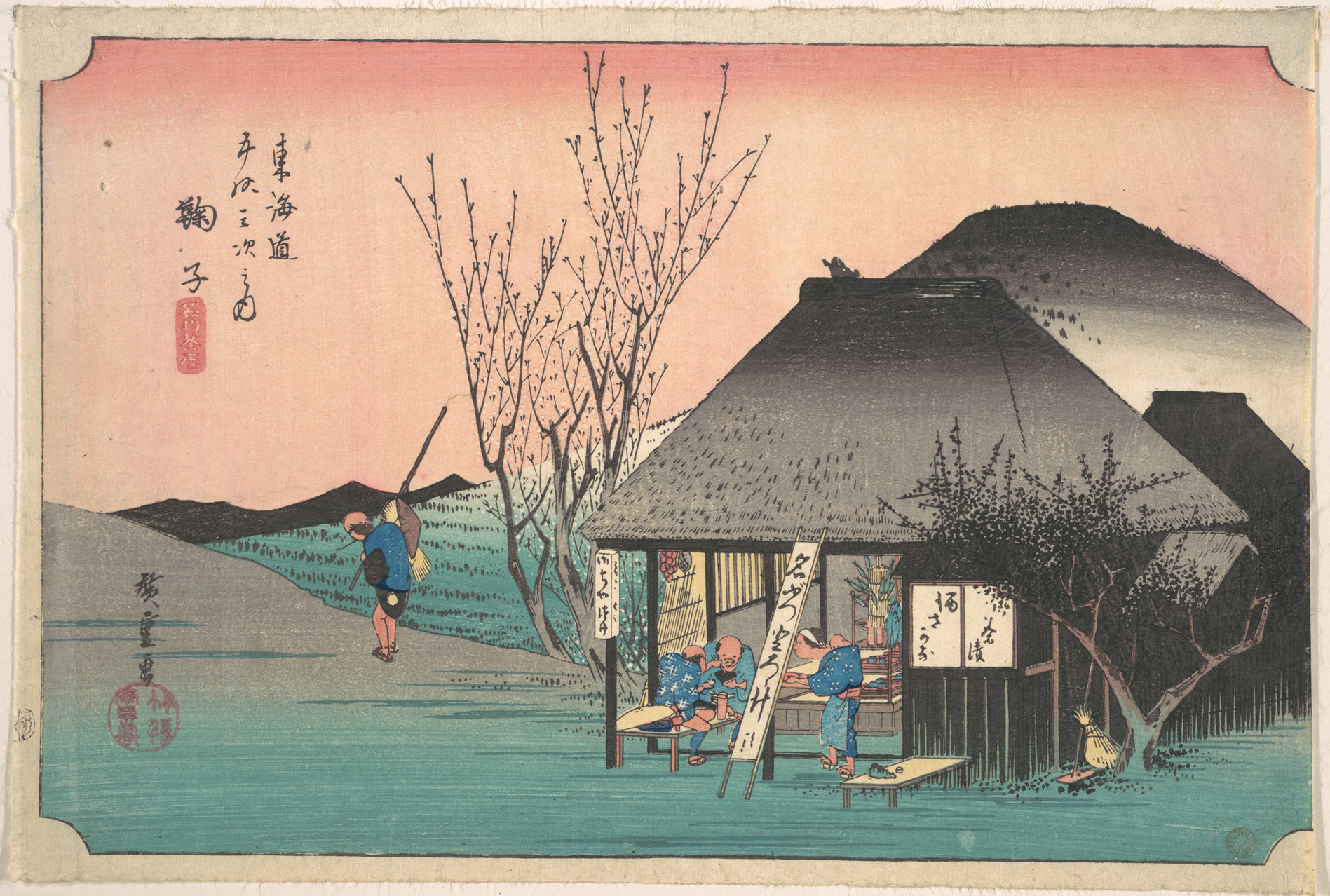
東海道五十三次 鞠子 名物茶屋

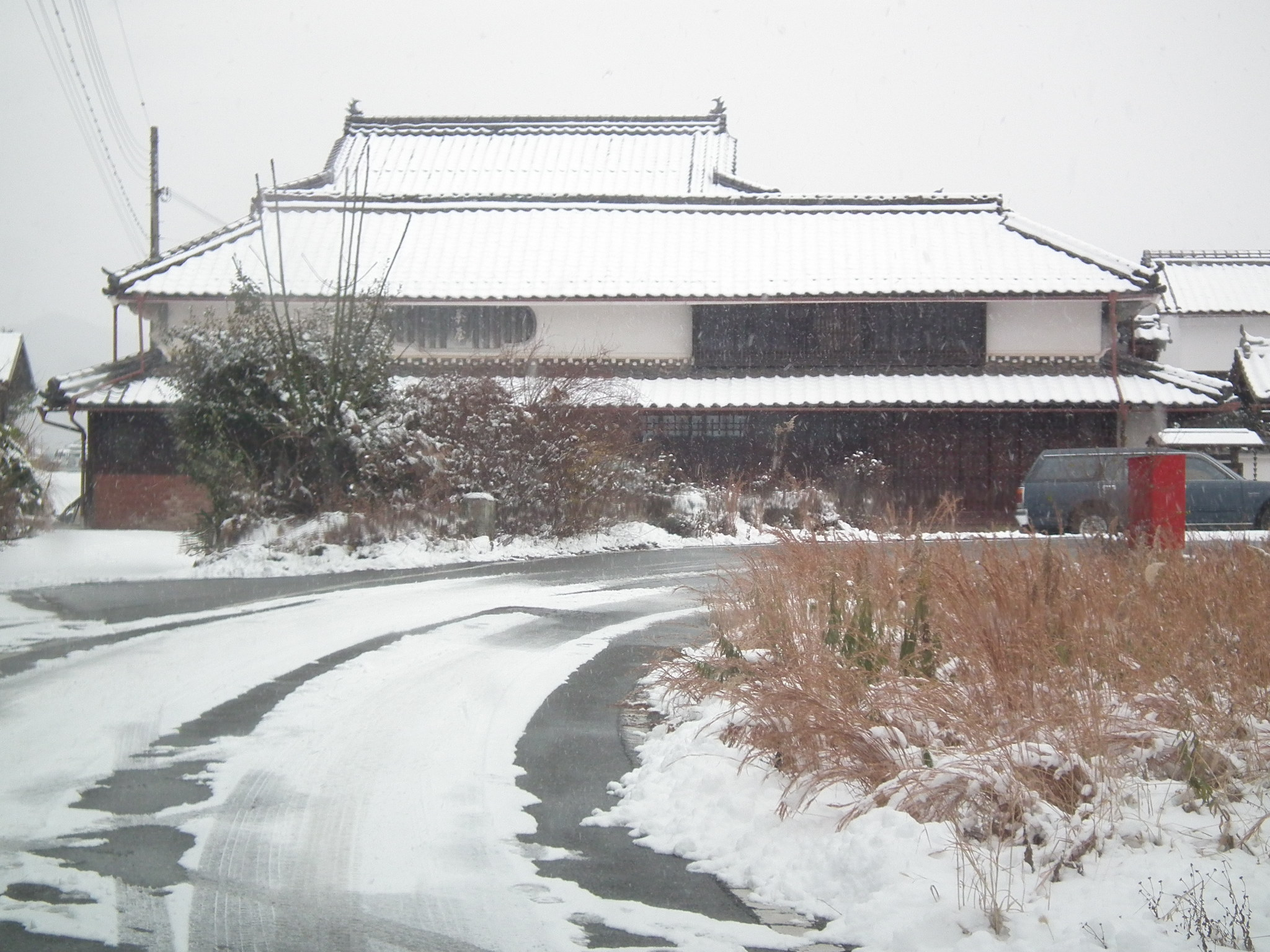
江戸時代の重兵衛茶屋の跡（兵庫県丹波篠山市）

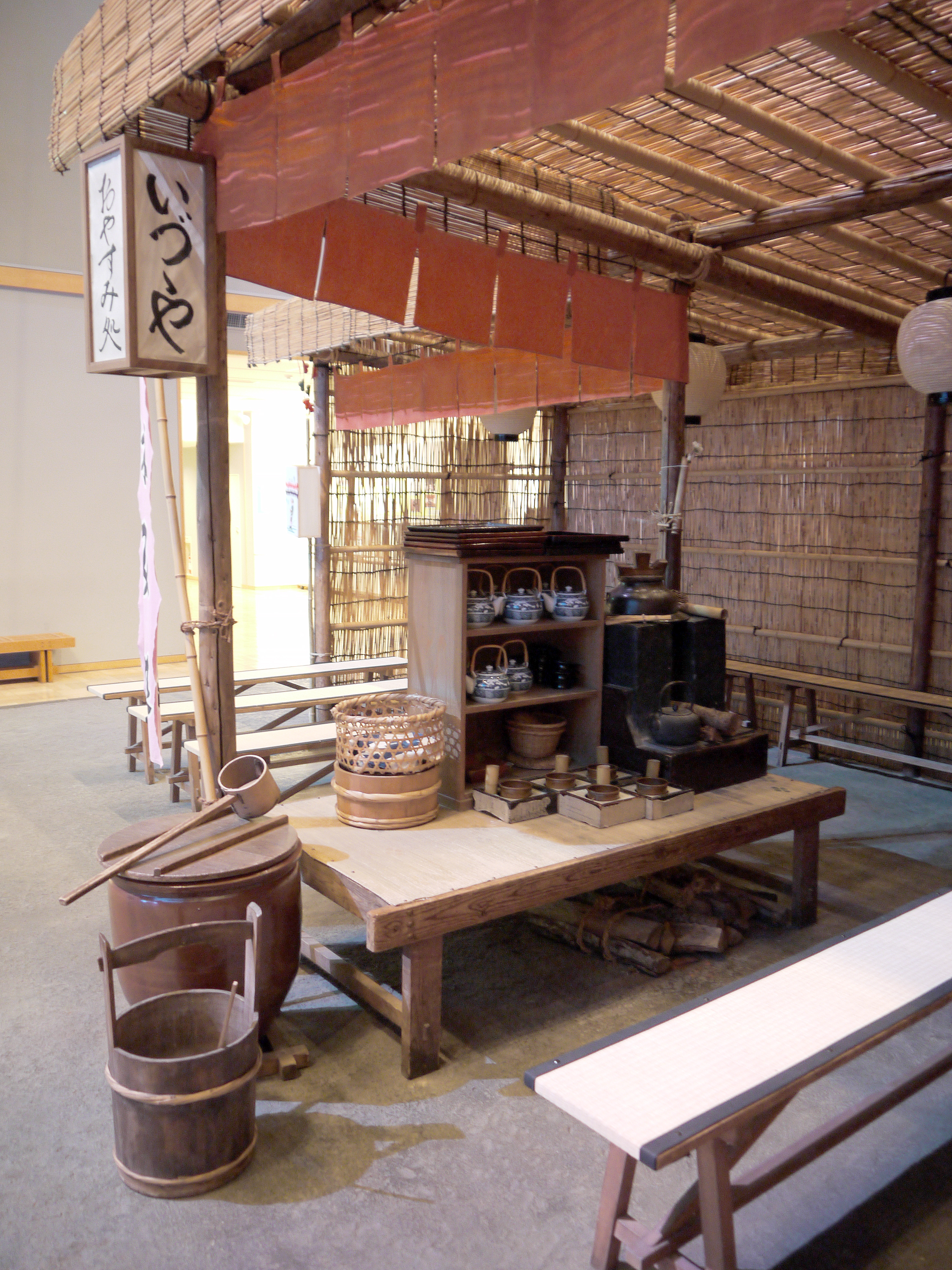
江戸の町中の茶屋を再現したもの。薪をへっついにくべて、茶を沸かしている。深川江戸資料館

江戸時代の大坂における茶屋の分布や営業形態に関しては杉本厚典（2024）の『江戸時代大坂の茶屋・料理屋の分布』で分析されており、
17世紀後葉に遊山茶屋として登場し、17世紀末には遊山茶屋と新地茶屋に区分され、18世紀前葉には、堀江・道頓堀、新地、道頓堀のいろは茶屋、郊外の茶屋の四種類が大坂市街地を取り囲むように分布し、19世紀には芝居茶屋が道頓堀に密集したという。
江戸時代には宿場町に水茶屋も広まり女性が給仕した。
江戸期の浮世絵に描かれた茶屋
江戸期の名所絵には茶屋を描いたものがあり、簡素な出茶屋も繁盛している大きな茶屋も描かれている。
- 歌川広重 『東海道五十三次』
1. 「袋井」（通称「袋井 出茶屋」） ：「袋井宿」。出茶屋が描かれている。
2. 「大津」（通称「大津 走井茶屋」） ：「大津宿」。名物「走井餅（）」を売る茶屋が描かれている。

- 渓斎英泉および歌川広重 『木曽街道六十九次』（実質、中山道六十九次）
3. 「木曽街道 板橋之駅」 ： 「板橋宿」。渓斎英泉 画。出茶屋を描く。
4. 「木曽街道 上尾宿 加茂之社」 ：「上尾宿」。渓斎英泉 画。神社近くの立場茶屋。
5. 「木曽海道 高崎」 ：「高崎宿」。歌川広重 画。
6. 「岐阻街道 奈良井宿 名産店之図」 ：「奈良井宿」。渓斎英泉 画。初めは峠道の険しさから切実に求められた立場茶屋であったろうものが、店としてずいぶん賑わって見える。

|  |  |  |

|  |  |  |

## 種類
街道筋の宿場や峠にある茶屋は「水茶屋」「掛茶屋」「御茶屋」と呼ばれた。立場にあれば「立場茶屋」と呼ばれていた。また、茶の葉を売る店は「葉茶屋」と言う。店先では、縁台に緋毛氈や赤い布を掛け、赤い野点傘を差してある事も多い。
料理茶屋は、料理も出す茶屋であり、料理茶屋の中には江戸時代に創業して現在も料亭として営業している店がある。
煮売茶屋は、煮売屋でも茶屋でもある店。
近松門左衛門の心中物『心中重井筒』などの作品内では性風俗を売り物にする店は「色茶屋」と呼ばれている。このほか、遊客を女郎屋に案内する茶屋は「引手茶屋」といった。
また待合茶屋、出会茶屋、相撲茶屋、様々な営業形態の茶屋があった。

## 現代の茶屋
現代の日本では、主に観光地や景勝地で営業しており、土産物屋を兼業している場合も多い。
現代日本では中世や近世の茶屋はノスタルジーの対象であり、観光業でこれを再現した店舗や観光施設はある。その他、屋号に郷愁を感じさせる「茶屋」を入れ「○○茶屋」とする都会の飲食店やスイーツ店もある。

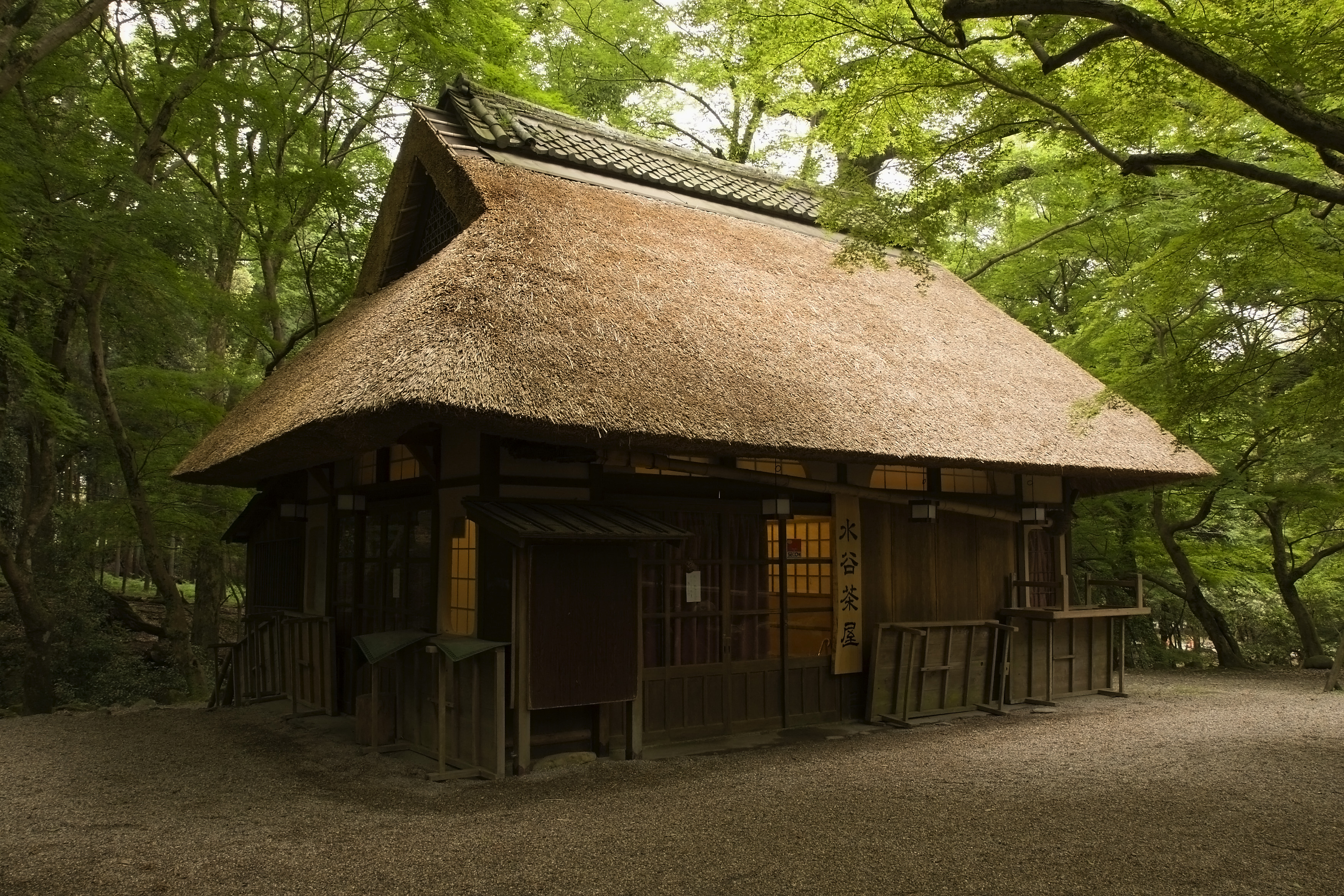
鄙びた雰囲気を醸し出す、茅葺きの茶屋 （春日大社本殿西、奈良公園の「水谷茶屋」）
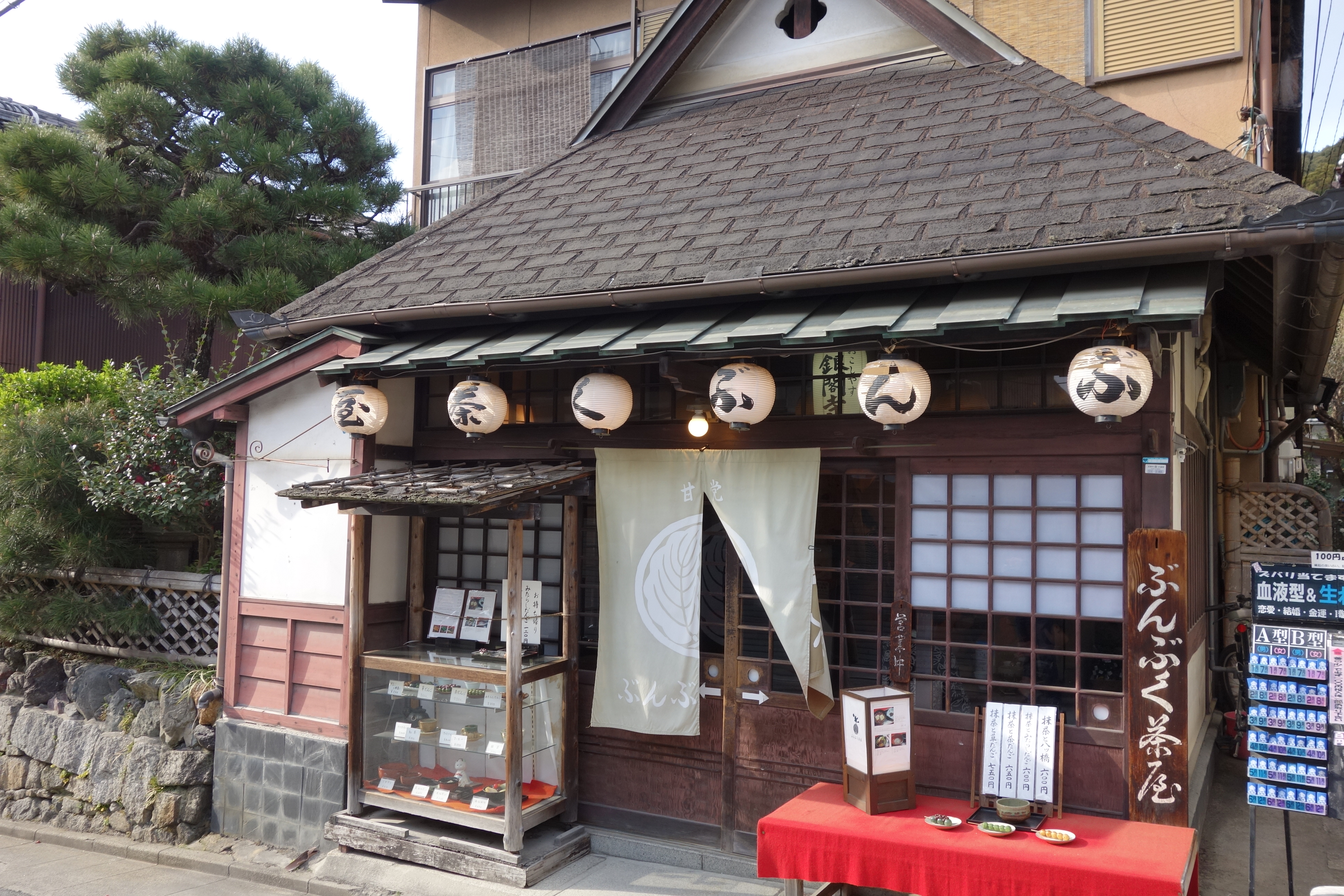
「茶屋」を屋号に入れた店
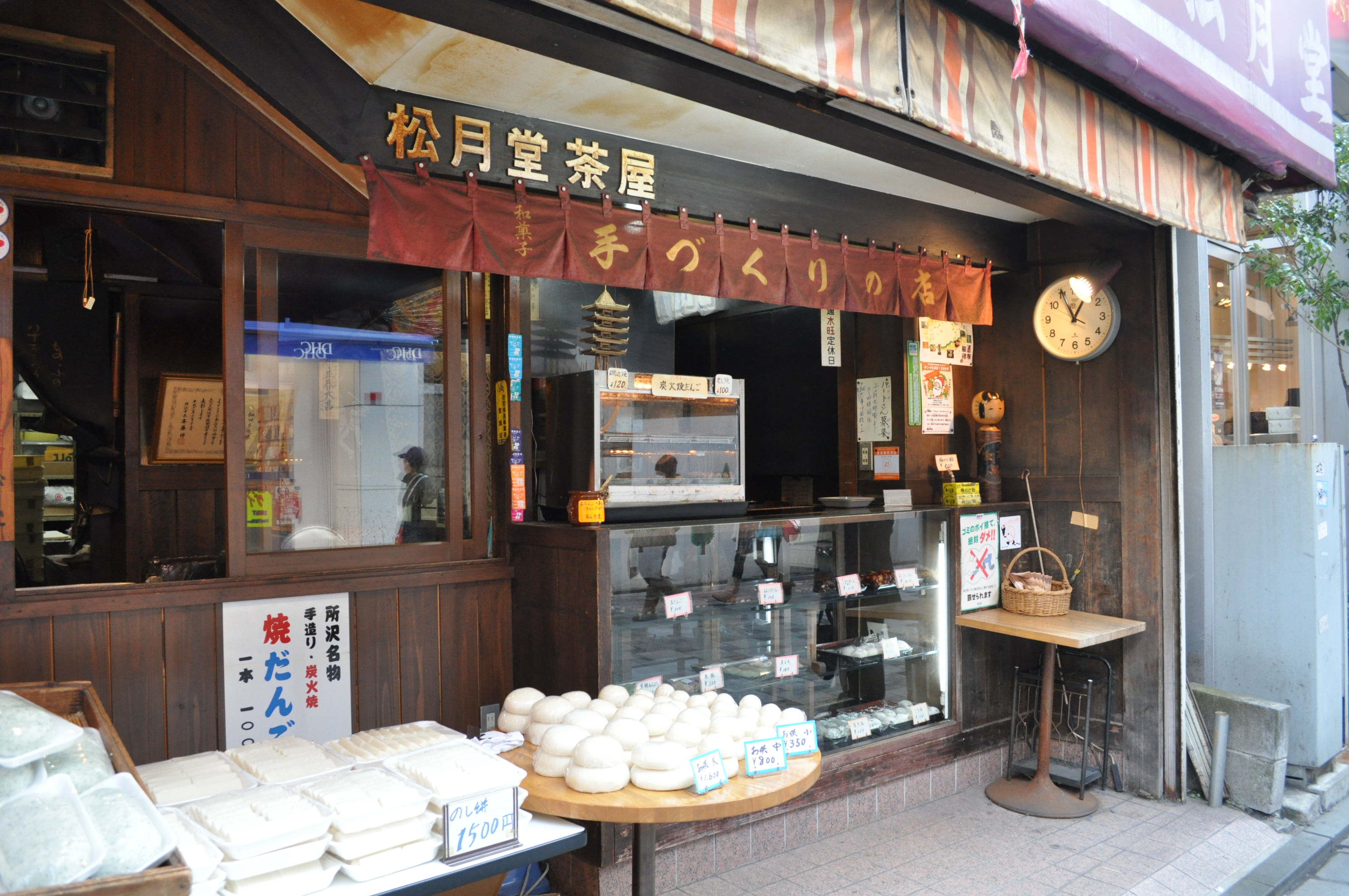
「茶屋」を屋号に入れた店
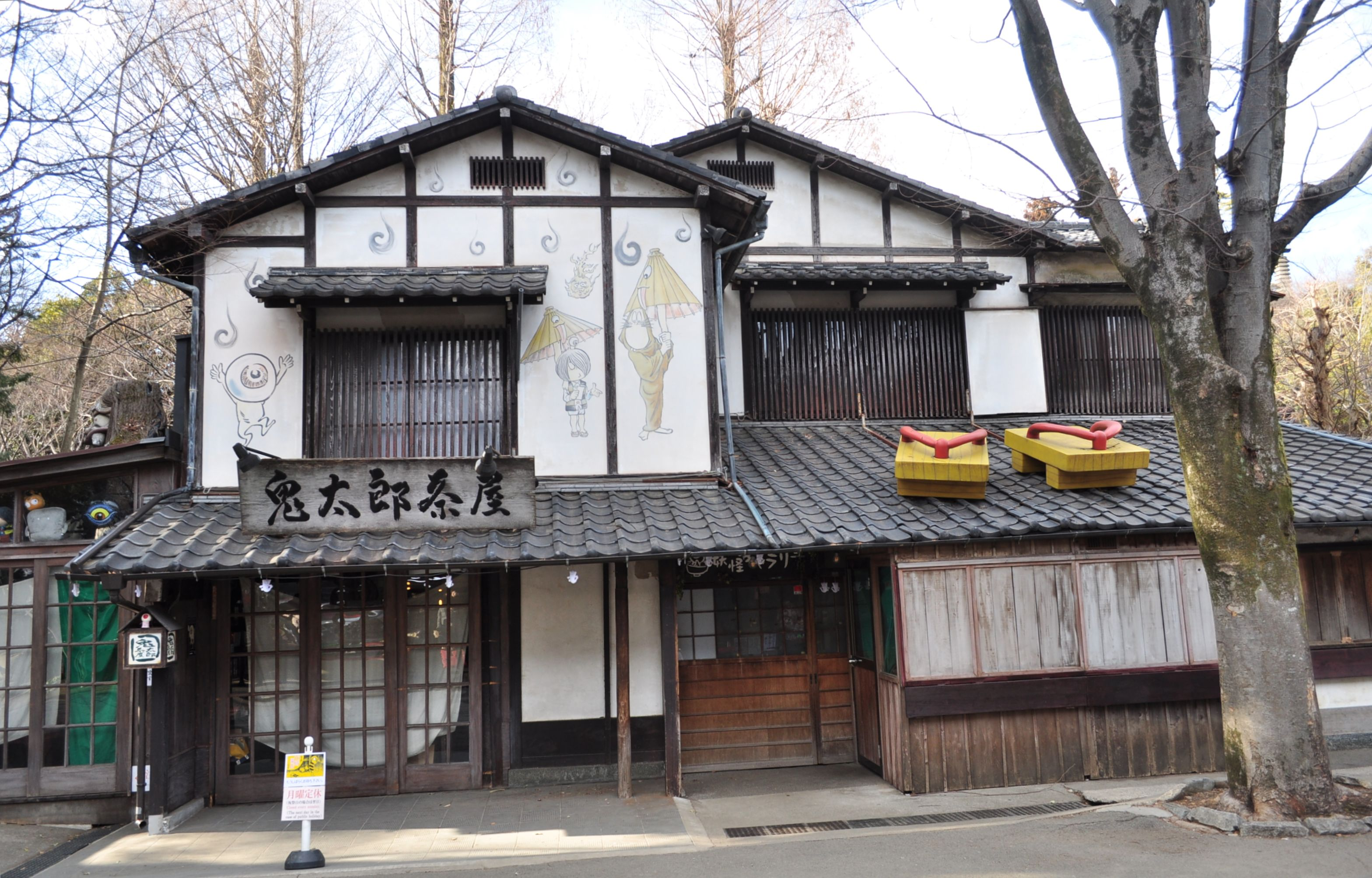
鬼太郎茶屋
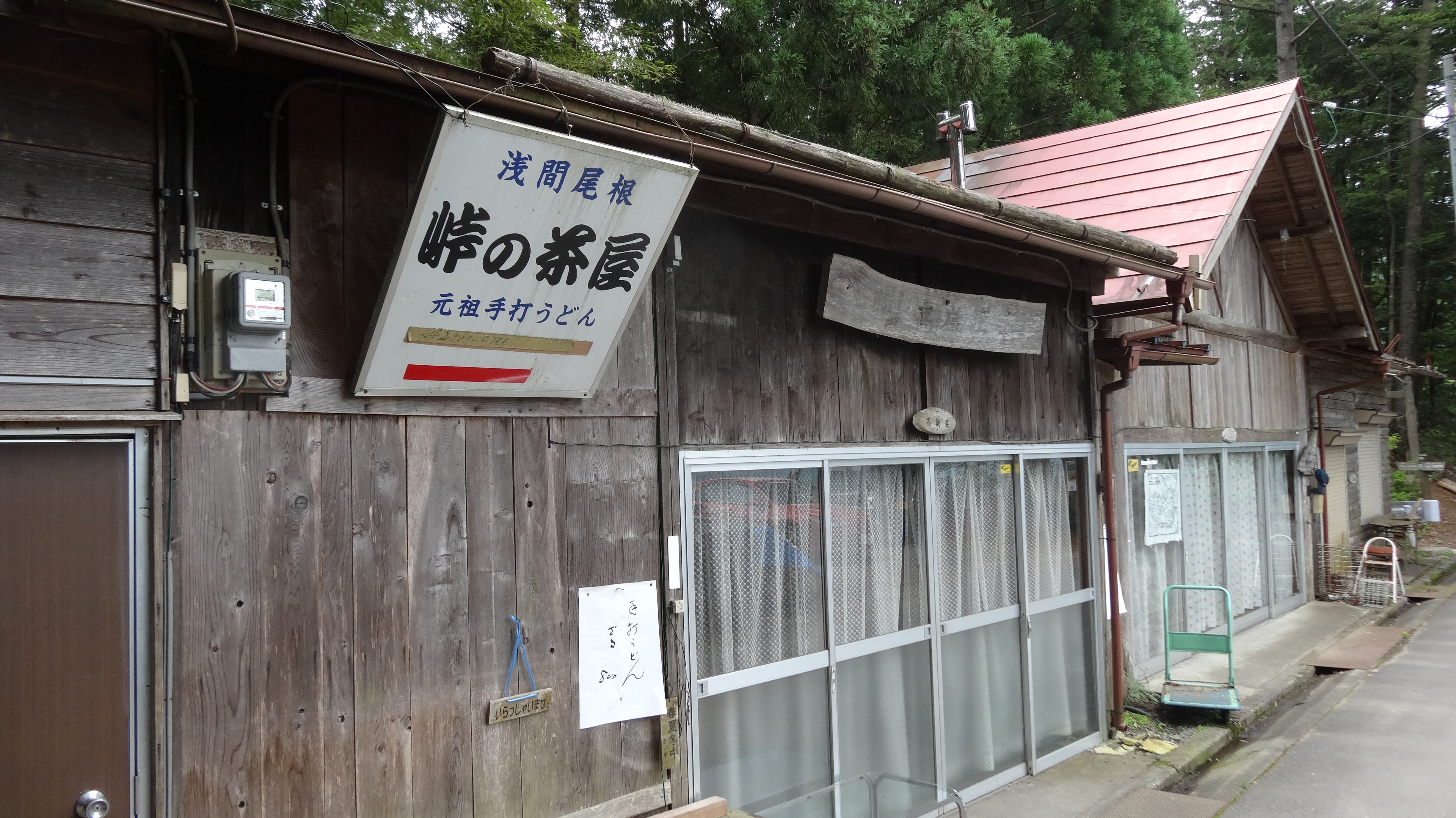
「峠の茶屋」

## 茶屋の名を留める地名
- 茶屋町 - 青森県青森市。
- お花茶屋 - 東京都葛飾区。
- 茶屋坂 - 東京都目黒区。
- 三軒茶屋 - 東京都世田谷区。

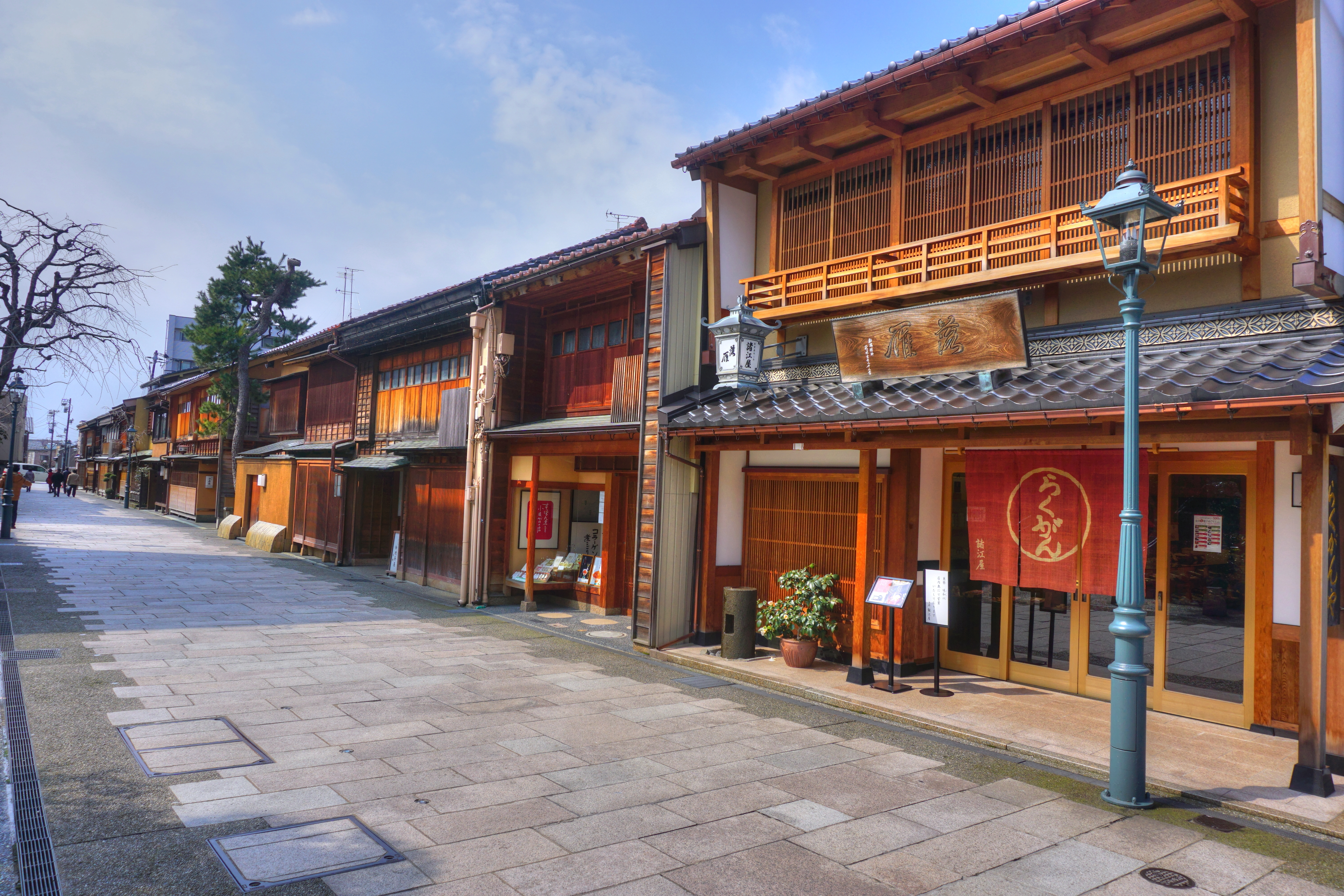
金沢の「にし茶屋街」

- ひがし茶屋街（）、主計町茶屋街（）、にし茶屋街（） - 石川県金沢市。総じて「金沢三茶屋街」「金沢茶屋街」と呼ばれる（かつての花街）[8][9][10][11]。
- 茶屋が坂 - 愛知県名古屋市千種区。
- 茶屋町 - 大阪府大阪市北区茶屋町、岡山県倉敷市茶屋町、ほか。
- 萩之茶屋 - 大阪市西成区。
- 天下茶屋 - 大阪市西成区。他に、景観を「天下一」などと謳われる名所にて営まれる茶屋に付けられることの多い呼称（俗称、ときに地名、もしくは屋号）。例を挙げれば、太宰治の小説『富嶽百景』にも登場する、御坂峠の「天下茶屋」（cf. 逆さ富士#脚注）。
- 蛍茶屋 - 長崎県長崎市。江戸時代長崎街道の始点と日見宿との間にあった茶店が蛍の名所にあったことから、その店が蛍茶屋と呼ばれ地名として残ったもの。
- 木場茶屋町（） - 鹿児島県薩摩川内市。